# Драйфке, Йоахим
Йоахим Драйфке (нем. Joachim Dreifke, род. 26 декабря 1952, Грайфсвальд, ГДР) — немецкий гребец, чемпион летних Олимпийских игр 1980 года в двойках парных, бронзовый призёр Игр 1976 года в одиночках, пятикратный чемпион мира в трёх различных дисциплинах, десятикратный чемпион ГДР.

## Биография
Заниматься греблей Йоахим Драйфке начал в гребном клубе родного города Грайфсвальд, а с 1972 года начал выступать за ASK Vorwärts Rostock. Во время своей карьеры Драйфке активно совмещал выступления в одиночках, двойках и четвёрках парных. Свои первые значимые награды Йоахим завоевал в 1973 году, став чемпионом ГДР в составе четвёрки парной и серебряным призёром в одиночках. Став в 1974 году двукратным чемпионом ГДР в четвёрках Драйфке получил право выступить на чемпионате мира в Люцерне, в программу которого впервые были включены соревнования в четвёрках парных. 12 стран выставили свои экипажи в новой дисциплине, однако это не помешало гребцам из ГДР стать первыми чемпионами мира в зачёте четвёрок парных. В финале немецкие спортсмены почти на 2 секунды опередили гребцов из СССР.
В 1975 году Драйфке в составе четвёрки становится на национальном первенстве только вторым, однако побеждает в двойках парных вместе с партнёром по чемпионской четвёрке Юргеном Бертовым. Благодаря этой победе немецкие гребцы получают право выступить на чемпионате мира в Ноттингеме, где становятся серебряными призёрами, уступив менее секунды будущим олимпийским чемпионам братьям Хансенам из Норвегии. Летом 1976 года Драйфке дебютировал на Олимпийских играх, причём ему там предстояло выступать в соревнованиях одиночек. В предварительных раундах Драйфке дважды удалось попасть в тройку сильнейших в заезде, что позволило ему выйти в финал. В решающем заезде борьба за золото развернулась между финном Пертти Карппиненом и гребцом из ФРГ Петером-Михаэлем Кольбе. Все остальные конкуренты значительно отстали от этого дуэта и сражались за третье место. В итоге борьбу за бронзовую медаль выиграл Драйфке, опередив ирландца Шейна Дри на 4,5 секунды. В 1977 году Йоахим Драйфке сначала стал чемпионом ГДР в одиночке, а затем победил и на чемпионате мира, опередив в финале на секунды Пертти Карппинена. После этого Драйфке сосредоточился на выступлениях в двойках и четвёрках. В 1978 и 1979 годах Йоахим вместе с партнёрами по четвёрке парной сначала становился чемпионом ГДР, а затем завоёвывал золото и на мировом первенстве.
На летних Олимпийских играх 1980 года в Москве Йоахим Драйфке выступал в соревновании двоек парных. Партнёром Йоахима стал молодой Клаус Крёппелин. Выиграв предварительный заезд немецкая двойка напрямую прошла в финал соревнований. В решающем заезде основными конкурентами для гребцов из ГДР стали югославы Зоран Панчич и Милорад Станулов, однако на финише Драйфке и Крёппелин смогли опередить своих конкурентов на две секунды и стали олимпийскими чемпионами. После окончания Игр Драйфке и Крёппелин продолжили совместные выступления, прибавив к своей коллекции ещё и звания чемпионов мира, а также дважды становились первыми на чемпионате ГДР. Помимо успехов в двойке на счету Драйфке была серебряная медаль чемпионата мира и звание чемпиона ГДР в 1983 году в составе четвёрки парной, а также бронза в одиночках на национальном первенстве в 1982 году. В 1984 году ГДР присоединилась к бойкоту Олимпийских игр в Лос-Анджелесе. Лишившись возможности выступить на своих третьих Олимпийских играх Йоахим Драйфке принял решение завершить свою спортивную карьеру, перейдя на тренерскую работу.